# 土浦市立土浦第二中学校
土浦市立土浦第二中学校（つちうらしりつ つちうらだいにちゅうがっこう）は、茨城県土浦市東真鍋町にある市立中学校。

## 概要
- 生徒数は370人程度。
- 学級数は、4学級である。
- 略称は「二中」など。
- 入学生のほとんどが近隣にある真鍋小学校の卒業生である。
- 部活動が盛んで、特に運動部が毎年総体や新人戦で結果を残している。

## 沿革
- 1947年（昭和22年）
  - 5月1日 - 土浦市立真鍋中学校として設立（真鍋小学校校内）
  - 5月3日 - 開校式挙行
- 1948年（昭和23年）6月9日 - PTA設立
- 1949年（昭和24年）
  - 4月1日 - 都和中学校併合（生徒数693名）
  - 4月15日 - 第1校舎竣工（後、開校記念日とする）
- 1952年（昭和27年）9月1日 - 土浦市立土浦第二中学校と改称
- 1953年（昭和28年）
  - 2月12日 - 校章公募決定発表
  - 12月1日 - 校訓制定・校歌発表
- 1960年（昭和35年）12月31日 - 体育館竣工落成式挙行
- 1968年（昭和43年）8月31日 - 水泳プール竣工
- 1975年（昭和50年）5月25日 - 永久校舎竣工・竣工式挙行
- 1977年（昭和52年）
  - 4月15日 - 創立30周年記念
  - 4月15日 - 連合同窓会国旗掲揚塔を寄贈
- 1981年（昭和56年）3月17日 - タイムカプセル「紫水の塔」設置（連合同窓会寄贈）
- 1983年（昭和58年）6月28日 - 柔剣道場竣工
- 1984年（昭和59年）4月1日 - 土浦市立都和中学校分離
- 1987年（昭和62年）12月4日 - 運動部室設置
- 1990年（平成2年）7月23日 - 校舎大修理（屋上・ベランダ防水・外壁塗装・床張替）
- 1993年（平成5年）
  - 2月26日 - コンピューター室完成・機器配備
  - 3月29日 - 新体育館竣工
- 1996年（平成8年）11月2日 - 創立50周年記念式典挙行
- 1997年（平成9年）11月6日 - 土浦市研究指定校研究発表会
- 1999年（平成11年）
  - 8月31日 - インターネット環境・機器整備
  - 11月30日 - 新心の教室相談室設置

## 部活動
- 野球部
- バレーボール部（男・女）
- バスケットボール部（男・女）
- ソフトテニス部（男・女）
- 卓球部（男・女）
- 剣道部
- サッカー部
- 新体操部
- 陸上競技部
- 吹奏楽部
- 美術部

## 制服
- 男子　
  - 冬服は標準的な学生服上下である。
  - 夏服はカッターシャツ、スラックスである。
- 女子　
  - 冬服はセーラー服上下である。
  - 夏服はカッターシャツ、吊りスカートである